# Зелёная Диброва (Житомирская область)
Зелёная Диброва (укр. Зелена Діброва) — село на Украине, находится в Пулинском районе Житомирской области.
Население по переписи 2001 года составляет 200 человек. Почтовый индекс — 12020. Телефонный код — 4131.

## Адрес местного совета
12020, Житомирская область, Пулинский р-н, с. Теньковка, ул. Партизанская, 10